# 317
317 (CCCXVII) je bilo navadno leto, ki se je po julijanskem koledarju začelo na torek.

## Dogodki
- Huni zavzamejo severno Kitajsko.